# Премія імені Івана Франка у галузі інформаційної діяльності
Пре́мія і́мені Іва́на Франка́ у га́лузі інформаці́йної дія́льності — щорічна літературна премія, яку присуджують авторам нових оригінальних публіцистичних творів у галузі інформаційної діяльності, що сприяють утвердженню історичної пам'яті народу, його національної свідомості та самобутності, спрямовані на державотворення і демократизацію українського суспільства.
Премію присуджує Державний комітет телебачення і радіомовлення України з 2004 року.

## З Положення про премію
1. Твори мають бути опубліковані (оприлюднені) у завершеному вигляді протягом останніх трьох років, але не пізніше як за півроку до їх висунення на здобуття Премії.
2. Премію присуджують щорічно до дня народження Івана Франка — 27 серпня у розмірі десяти тисяч гривень кожна за рахунок коштів, передбачених на цю мету в державному бюджеті, і розподіляється Державним комітетом телебачення і радіомовлення України в таких номінаціях:
  - за найкращу публікацію у друкованих засобах масової інформації; 

  - за найкращий твір у телевізійній сфері;

  - за найкращий твір у радіомовній сфері;

  - за найкращу наукову роботу в інформаційній сфері.
3. На здобуття Премії можуть бути висунуті роботи окремих осіб і творчих колективів у складі не більше п'яти осіб.
4. Одна й та сама кандидатура не може одночасно висуватися на здобуття Премії з двома й більше творами. Повторно Премія може присуджуватися за нові визначні досягнення у галузі інформаційної діяльності, але не раніше ніж через п'ять років після попереднього присудження.
5. Премія може бути присуджена громадянам України, іноземцям та особам без громадянства.
6. На здобуття Премії щорічно, до 1 травня, подаються:
  - клопотання про присудження Премії з короткою характеристикою твору та його автора;
  - примірник твору на матеріальному носієві з підтвердженням його оприлюднення;
  - копія паспорта (у разі висунення на здобуття Премії колективу — копії паспортів кожного члена колективу).
7. Днем висунення твору на здобуття Премії вважається день подання документів, зазначених у пункті 6 цього Положення.
8. Особі, якій присуджують Премію, присвоюють звання лауреата премії імені Івана Франка у галузі інформаційної діяльності і вручаються диплом та грошова винагорода.
9. У разі, якщо Премію присуджено кільком особам, кожен лауреат отримує диплом, а грошова винагорода ділиться між ними порівну.

## Склад комітету
Склад Комітету з премії імені Івана Франка у галузі інформаційної діяльності:
З 2018 року:
- Наливайко Олег Ігорович — голова Держкомтелерадіо — голова Комітету з премії імені Івана Франка у галузі інформаційної діяльності
- Червак Богдан Остапович — перший заступник голови Держкомтелерадіо — заступник голови Комітету з премії імені Івана Франка у галузі інформаційної діяльності
- Гальченко Сергій Анастасійович — заступник директора з наукової та видавничої діяльності Інституту літератури ім. Т. Г. Шевченка НАН України (за згодою)
- Кримчук Григорій Павлович — член Національної спілки журналістів України, член Національної спілки письменників України (за згодою)
- Недяк Юрій Олександрович — начальник управління розвитку інформаційної сфери Держкомтелерадіо
- Ободович Олександр Олександрович — начальник управління з питань телебачення і радіомовлення, європейської та євроатлантичної інтеграції Держкомтелерадіо
- Рибачук Юрій Анатолійович — заступник Міністра культури України (за згодою)
- Стріха Максим Віталійович — заступник Міністра освіти і науки України (за згодою)
- Табаченко Анатолій Дмитрович — заступник головного редактора головної редакції випуску та художнього фонду творчого об'єднання «УР-3 «Культура» (за згодою)

## Лауреати

### 2004 рік
- «За найкращу публікацію у друкованих засобах масової інформації» — Ольга Сущенко (Київ), за публікації матеріалів у газеті «Час», та Костянтин Сушко, за публікації матеріалів в газеті «Субота плюс» (Запоріжжя);
- «За найкращий твір у телевізійній сфері» — Андрій Цаплієнко та Єгор Бенкендорф, автори циклу телепрограм «На лінії вогню», телеканал «Інтер»;
- «За найкращий твір у радіомовній сфері» — Володимир Різун, автор радіопрограми «Право на слово», та Ольга Зарічанська, автор радіопрограми «Влада слова» (Київ);
- «За найкращу наукову роботу в інформаційній сфері» — Іван Мащенко, автор книги «Радіо і телебачення: від джерел до космічних висот» (Київ).

### 2005 рік
- «За найкращу публікацію у друкованих засобах масової інформації» — Владислав Яценко, автор твору «Ну що б, здавалося, слова», опублікованого в газеті «Берег надій», м. Синельникове, Дніпропетровська область;
- «За найкращий твір у телевізійній сфері» — Галина Устенко-Гайдай, автор передачі «Люди і долі» Київська РДТРК;
- «За найкращий твір у радіомовній сфері» — Людмила Кузьменко, автор циклу радіопередач «„Живе слово“ Кобзаря», Донецьк;
- «За найкращу наукову роботу в інформаційній сфері» — Андрій Жив'юк, автор статті «Улас Самчук і газета „Волинь“» (політична і журналістська діяльність у 1941—1943 рр., надруковану у газеті «Волинь», Луцьк.

### 2006 рік
- «За найкращу публікацію у друкованих засобах масової інформації» — Олександр Балабко, головний редактор газети «Вечірній Київ», член НСЖУ, автор книги «Синьйор Ніколо й синьйор Мікеле. Рим Гоголя й Капрі Коцюбинського» (Київ: Факт, 2006) та Володимир Михайловський, головний редактор громадсько-політичної газети «Буковина» м. Чернівці, автор книги «Між страхом і любов'ю», Чернівці, видавництво «Буковина», видавничий дім «Букрек», 2006;
- «За найкращий твір у телевізійній сфері» — Ігор Безгін, віце-президент Академії мистецтв України, академік, автор і ведучий публіцистичної теленовели «Академік Колесса», автор циклу телевізійних передач «Академіки. Життя в мистецтві», започаткований телевізійною компанією «ТЕТ», Костянтин Стогній, головний редактор Студії документальних фільмів і спеціальних проєктів телеканалу «Інтер», автор циклу телевізійних програм, автор багатьох сюжетів і документальних фільмів;
- «За найкращий твір у радіомовній сфері» — Ілля Хоменко, автор циклу, Володимир Фоменко, автор циклу, Василь Обручов, режисер-постановник; Софія Тютюн, редактор, Анатолій Табаченко, художній керівник проєкту за серію драматичних міні-радіовистав Національної радіокомпанії України, присвячених класику української літератури Іванові Франку;
- «За найкращу наукову роботу в інформаційній сфері» — Тарас Кінько за публікацію публіцистичного нарису «Люди мають знати, з чого починається Батьківщина», надрукованого в літературно-художньому та громадсько-політичному журналі «Дніпро» № 1—2, 2005 рік.

### 2007 рік
- «За найкращу публікацію у друкованих засобах масової інформації» — Сергій Шевченко за книжку «Архіпелаг особливого призначення» та Роман Горак за есе «Удар» та повість-есе «Ще удар… Захист»;
- «За найкращий твір у телевізійній сфері» — Надія Довгич та Ірина Шатохіна за документальний фільм «Смакула. Історія одного відкриття» Національної телекомпанії України, Людмила Морозова (автор), Олександр Міхерев (режисер), Валерій Савицький (оператор), Костянтин Ликов, (оператор) за фільм «Драбина як інструмент свободи» Харківської ОДТРК;
- «За найкращий твір у радіомовній сфері» — Оксана Бойко, автор передачі, ведуча публіцистичних програм радіо «Голос Києва» Київської державної регіональної телерадіокомпанії за програму «Київський меридіан», Таїсія Грись, автор сценарію, Біреш Петро, звукорежисер Закарпатської обласної державної телерадіокомпанії за радіопередачу «Країна мрій» Закарпатської ОДТРК;
- «За найкращу наукову роботу в інформаційній сфері» — Анатолій Марущак за посібник «Правомірні засоби доступу громадян до інформації».

### 2008 рік
- «За найкращу публікацію у друкованих засобах масової інформації» — Дмитро Миронюк, журналіст, науковий редактор газети «Ва-Банк», м. Чернівці за книгу «„Слово“ Симона Петлюри» — видавничий дім «Букрек», Чернівці;
- «За найкращий твір у телевізійній сфері» — Наталія Баринова, автор, Наталія Зозуля, автор за документальний фільм «Після прем'єри — розстріл» — Національна телекомпанія України;
- «За найкращий твір у радіомовній сфері» — автори програми «Мить історії» Національної радіокомпанії України — автор і ведучий, доктор історичних наук, професор Юрій Шаповал, режисер Тетяна Іванівна Войцещук, редактор Василь Бирзул;
- «За найкращу наукову роботу в інформаційній сфері» — Володимир Брадов, автор, Алімжан Садєков, автор за монографію «Управление предприятиями печатных СМИ: маркетинговый подход», Донецьк.

### 2009 рік
- «За найкращу публікацію у друкованих засобах масової інформації» — заступник головного редактора громадсько-політичної газети «Доба» (Чернівці) Юрій Чорней;
- «За найкращий твір у телевізійній сфері» — Ольга Ніколенко, автор сценарію та ведуча, Наталія Іванченко, режисер, виконавчий продюсер і музичний редактор, Дмитро Стариков, режисер і оператор-постановник, Богдан Чернявський, виконавець ролі М. В. Гоголя, актор Полтавського музично-драматичного театру ім. Гоголя, Микола Ляпаненко, генеральний продюсер за трисерійний документальний фільм «Дороги Гоголя», створений Полтавською ОДТРК до 200-річчя від дня народження М. В. Гоголя;
- «За найкращий твір у радіомовній сфері» — автор Сергій Гальченко, редактор Світлана Барановська, режисер Костянтин Лаврентюк за передачу «Скарби літературних архівів» Національної радіокомпанії України;
- «За найкращу наукову роботу в інформаційній сфері» — Микола Тимошик, завідувач кафедри видавничої справи та редагування інституту журналістики Київського національного університету імені Тараса Шевченка — за книгу «Історія видавничої справи» — К.: Наша культура і наука, 2007.

### 2010 рік
- «За найкращу публікацію у друкованих засобах масової інформації» — Борис Прищепа за матеріал «Кінбурнзька коса»;
- «За найкращий твір у телевізійній сфері» — Леонід Мужук за повнометражний документальний фільм «Чорнобильський час»;
- «За найкращий твір у радіомовній сфері» — Світлана Короненко за літературно-музичну програму «Не перестанеш буть мені святою…» (Українського радіо). Передача присвячена історії створення найвідомішої поетичної збірки Івана Франка «Зів'яле листя»;
- «За найкращу наукову роботу в інформаційній сфері» — Юрій Бондар, Микола Головатий, Микола Сенченко за довідкове видання «Енциклопедія для видавця та журналіста».

### 2011 рік
- «За найкращу публікацію у друкованих засобах масової інформації» — Василь Дем'янів, головний редактор газети «Коломийський вісник» за публікацію «Паркові узурпатори, або Цісар заплакав би…»;
- «За найкращий твір у телевізійній сфері» — творча група Донецької ОДТРК (у складі автора програми, редактора Олександрини Кругленко, режисера Оксани Морозової, оператора Антона Сєчіна, звукорежисера Юрія Ємеліна, відеоінженера Артура Гурейкова) за телевізійну програму «Повернення. Реквієм», яка присвячена донбаському періоду життя видатного поета, правозахисника Василя Стуса;
- «За найкращий твір у радіомовній сфері» — творча група Полтавської ОДТРК (у складі автора, журналіста, директора ТО програм Полтавського обласного радіо Інни Якобенко, звукорежисера Петра Сливки, звукооператора Олександра Сипітого) за радіопередачу «Земля, позичена в дітей»;
- «За найкращу наукову роботу в інформаційній сфері» — Володимир Білінський (м. Київ) за книгу «Країна Моксель, або Московія».

### 2012 рік
- «За найкращу публікацію у друкованих засобах масової інформації» — Володимир Стадниченко за публіцистичну роботу «Садівник щастя»;
- «За найкращий твір у телевізійній сфері» — Владислав Войцеховський за телепрограму «Формат 1:1» (формат один до одного);
- «За найкращий твір у радіомовній сфері» — колектив авторів Національної радіокомпанії України: Віктор Цвіліховський, Вадим Колосок, Геннадій Ракуленко, Євгенія Калайда, Роман Коляда за цикл радіопрограм «20 миттєвостей Незалежності»;
- «За найкращу наукову роботу в інформаційній сфері» — Алла Кобинець за монографію "Газета «Громадська думка»/«Рада» (1905—1914 рр.): утвердження національної ідеї на тлі доби".

### 2013 рік
- «За найкращу публікацію у друкованих засобах масової інформації» — Кулиняк Данило за публіцистичну роботу «Благочестя нерушимий блюститель Данило Братковський»;
- «За найкращий твір у телевізійній сфері» — Чередниченко Іванна за телепрограму «Київська старовинна. Світ мистецтва»;
- «За найкращий твір у радіомовній сфері» — Наумчук Вікторія та Паламарчук Тетяна за радіопередачу «Живий голос Василя Стуса»;
- «За найкращу наукову роботу в інформаційній сфері» — Шпак Віктор за монографію «Розвиток видавничої справи України в 1990—2010 рр.».

### 2014 рік
- «За найкращу публікацію у друкованих засобах масової інформації» — Павло Усенко за нарис «На Шевченковій орбіті: Зигмунт Сєраковський»;
- «За найкращий твір у телевізійній сфері» — колектив Національної телекомпанії України: Володимир Качур, Сніжана Потапчук, Степан Юрченко за документальний фільм «УГС. Українська гельсінська спілка. Вектор визначено»;
- «За найкращий твір у радіомовній сфері» — не присуджена;
- «За найкращу наукову роботу в інформаційній сфері» — Тетяна Дзюба за монографію «Спрага народу і спрага Вітчизни». Публіцистика другої половини ХІХ — першої третини ХХ ст.: модель національної ідентичності.

### 2015 рік
- «За найкращу публікацію у друкованих засобах масової інформації» — Сергій Сай-Боднар і Петер Хоманн за документальну повість «Любов і смерть Магди Хоманн»;
- «За найкращий твір у телевізійній сфері» — Олександр Домбровський (ДТРК «Культура») за фільм «Дмитро Дорошенко. Мої спомини про недавнє минуле. (1914—1920)»;
- «За найкращий твір у радіомовній сфері» — Олександр Бабуров (Сумська ОДТРК) за радіопередачу «Засвіт встали козаченьки»;
- «За найкращу наукову роботу в інформаційній сфері» — Микола Ротман, Євген Філь, Олександр Гуцалов за упорядкування книжки «Тарас Шевченко у пам'яті поколінь».

### 2016 рік
- «За найкращу публікацію у друкованих засобах масової інформації» — Володимир Біленко за книжку «„Я тілько хаточку в тім раї…“ Важкий шлях Тараса Шевченка до мрії, яка не збулася» та колектив авторів газети «Приазовский рабочий»: Катерина Свістун за репортаж «Сердца Переяславщины бьются в такт с мариупольскими», Ігор Семусев за матеріали рубрики «Маріуполь — це Україна», Олександр Панков і Аліна Комарова за репортаж з обстріляного російськими терористами селища Сартани;
- «За найкращий твір у телевізійній сфері» — творча група філії Національної телекомпанії України «Центральна дирекція Канал „Культура“» (Тетяна Баришпол, Ігор Приміський, Сергій Байдецький) за документальний фільм «Вставай, Маріє!»;
- «За найкращий твір у радіомовній сфері» — Катерина Шевцова, оглядач редакції київської кореспондентської мережі «Українського радіо» за радіонарис «Маловідомими шляхами Великого Кобзаря»;
- «За найкращу наукову роботу в інформаційній сфері» — авторська група: Олександр Бухтатий, Олександр Радченко та Гліб Головченко за монографію «Україна медійна: на порозі інформаційної революції».

### 2017 рік
- «За найкращу публікацію у друкованих засобах масової інформації» — Віктор Шпак за публікацію «Від стародубської різні до путінських «народних республік» (газета «Урядовий кур'єр», 26 липня 2014 року);
- «За найкращий твір у телевізійній сфері» — Тарас Каляндрук за фільм «Віденські стежки Івана Франка. Подорож на захист честі» (2016);
- «За найкращий твір у радіомовній сфері» — Тетяна Сергійчук за заключний випуск культурологічно-публіцистичної програми «Світоч» (2016) Першого каналу Українського радіо;
- «За найкращу наукову роботу в інформаційній сфері» — науково-просвітницький інтернет-проєкт Наталії Тихолоз та Богдана Тихолоза «Франко: Наживо», який стартував 1 травня 2016 року (https://frankolive.wordpress.com).

### 2018 рік
- «За найкращу публікацію у друкованих засобах масової інформації» — Сергій Шевченко за публікацію «Рік жертв Великого терору: вшануймо пам'ять репресованих» з актуального інформаційно-публіцистичного проєкту «Рік жертв Великого терору» (газета «Дзеркало тижня», 27 травня 2017 року);
- «За найкращий твір у телевізійній сфері» — Петро Авраменко за документально-художній фільм про Олега Ольжича «Вогонь самопосвяти» (2017);
- «За найкращу наукову роботу в інформаційній сфері» — колектив авторів з Національної академії державного управління при Президентові України й Міжрегіональної академії управління персоналом за монографію «Державно-громадянська комунікація: шлях від кризи до взаємодії» (2017). Автори роботи: Володимир Козаков, Євген Романенко, Валерій Ребкало, Ольга Рашковська, Ірина Чаплай.
- У номінації «За кращий твір у радіомовній сфері» премію вирішено не присуджувати[2].

### 2019 рік
- «За найкращу публікацію у друкованих засобах масової інформації» — Олег Романчук за статтю «Україна і Росія є несумісними системами», опубліковану в журналі «Країна» (№ 34) 8 вересня 2016 р.;
- «За найкращий твір у телевізійній сфері» — Людмила Загоскіна, за телевізійний твір «Прадавнє небо України» (телеканал Дніпровської міської ради «ДніпроTV»);
- «За кращий твір у радіомовній сфері» — Нелля Даниленко, автор сценарію і режисер документально-художнього радіофільму «Валерій Марченко. Дорога до вічності» та Олена Єфимчук, звукорежисер цього фільму, що транслювався 2018 року в ефірі UA: Радіо Культура та UA: Українське радіо;
- «За найкращу наукову роботу в інформаційній сфері» — Галина та Андрій Яценки, науковці Львівського національного університету ім. І. Франка за книжку «Публіцистика Івана Франка» (2017)[3].

### 2021 рік
- «За найкращу публікацію у друкованих засобах масової інформації» — Михайло Сорока за книгу «Блогосфера не має кордонів»;
- «За найкращий твір у телевізійній сфері» — Анастасія Гудима та Олена Дей за випуск програми «Відтінки України»: «Родина Бартошів. Хранителі замку «Сент-Міклош» (АТ «НСТУ», UΛ: Перший та UΛ: Культура);
- «За найкращий твір у радіомовній сфері» — Володимир Носков за радіопередачу «Радійні історії. Говорить Харків!» (АТ «НСТУ»);
- «За найкращу наукову роботу в інформаційній сфері» — Світлана Остапа, Вадим Міський, Ігор Розкладай за книгу «Суспільне мовлення в Україні: історія створення та виклики».[4]

### 2022 рік
Конкурс 2022 року не оголошували у зв'язку з повномасштабним вторгненням в Україну військ Російської Федерації.

### 2023 рік
- «За найкращу публікацію у друкованих засобах масової інформації» — Володимир Кузик за збірку публіцистичних творів «Дивниця»;
- «За найкращий твір у телевізійній сфері» — режисер Сергій Лисенко і сценарист Олександр Зінченко за документальний фільм «Колапс: як українці зруйнували імперію зла»;
- «За найкращий твір у радіомовній сфері» — Олена Гусейнова й Мирослав Лаюк за цикл радіопередач спецпроєкту «Леся Українка: 30 радіоісторій», присвяченого 150-річчю з дня народження поетеси;
- «За найкращу наукову роботу в інформаційній сфері» — Валерій Король і Григорій Любовець за монографію «Контент негативу. Як захистити себе та країну в умовах тотального інформаційного протистояння»[6]

### 2024 рік
- «За найкращу публікацію у друкованих засобах масової інформації» — Євген Акимович і Йосип Бурчо за збірку публіцистичних творів «Діалоги про Україну»;
- «За найкращий твір у телевізійній сфері» — філії АТ «НСТУ» «Чернігівська регіональна дирекція» у складі Андрія Тітка, Алли Скорик, Миколи Іванчика, Олександра Поліщука, Дмитра Сахона за трисерійний документальний фільм «Битва за Чернігів»;
- «За найкращий твір у радіомовній сфері» — Вадим Карп'як, Оксана Мороз, Катерина Гольцберг, Лілія Смола, Юлія Загоруйко — автори проєкту «ППО: протипанічна оборона», що виходив в етері «Радіо “Культура”»;
- «За найкращу наукову роботу в інформаційній сфері» — монографія кандидата історичних наук Ігоря Медведя «Пророк чи єретик? Релігійний світогляд Івана Франка та його взаємини з духовенством»[7]